# Åbo slott

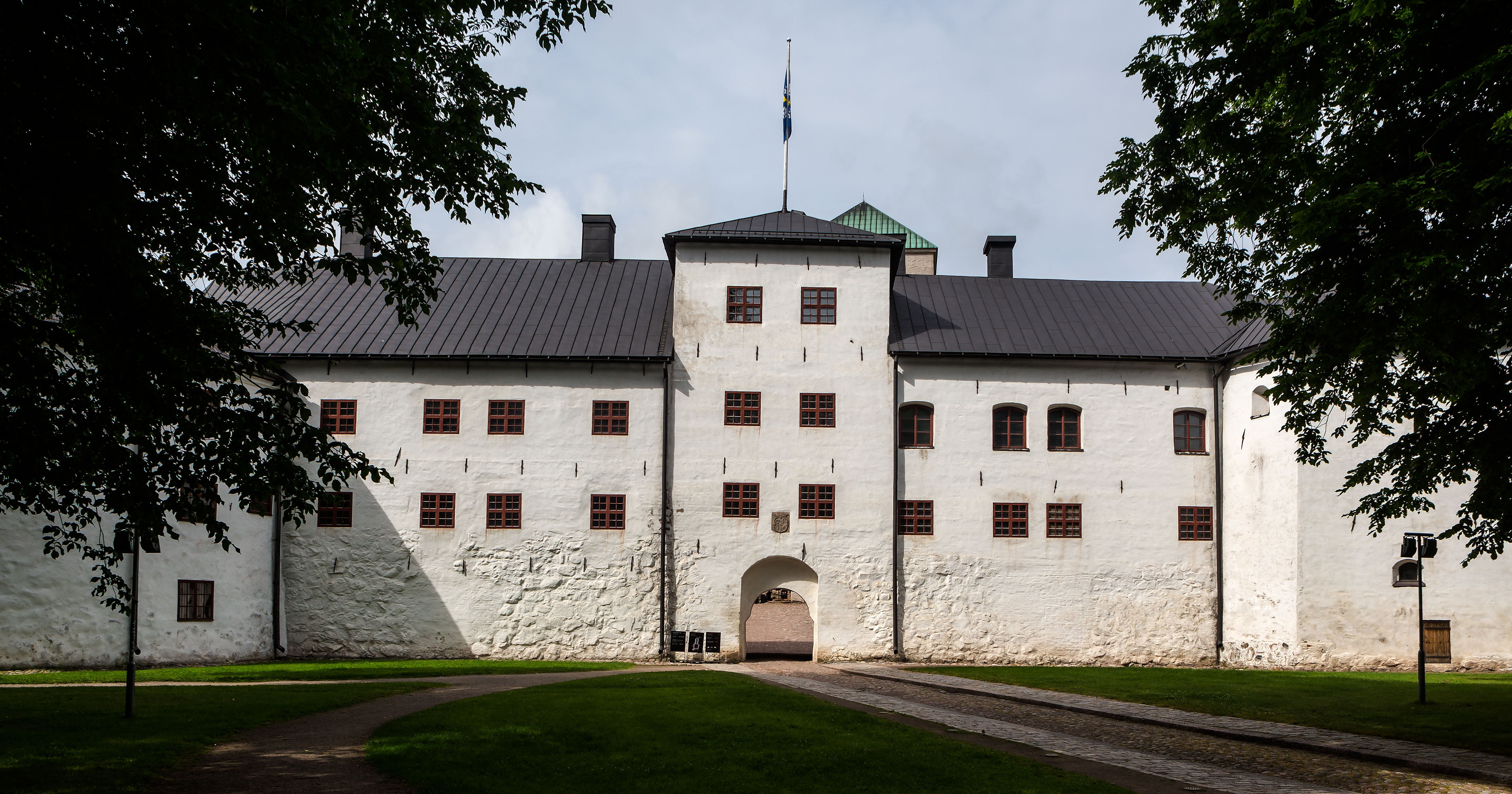
Slottets östra fasad

Åbo slott (finska: Turun linna) ligger vid Aura ås mynning i Åbo, Finland. 

## Historik
Slottet grundades på 1280-talet och användes då av kungens ståthållare och soldater. Slottet har ändrats mycket sedan dess, både i form och storlek. Ursprungligen var det ett öppet lägerkastell, men i början av 1300-talet blev det en sluten borg med huvud- och förborg. Åren 1556–1563 fick slottet ungefär sitt nuvarande utseende i renässansstil.
Johan III hade under sin tid som hertig av Finland Åbo slott som sitt huvudsäte.
Slottet har använts för många ändamål. Bland annat bodde Finlands generalguvernör, Per Brahe d.y. i förborgen 1637–1640. Även landshövdingsämbetet och hovrätten har funnits där, men i slutet av 1700-talet flyttade de och efter det gjordes det stora förändringsarbeten på slottet. Sedan dess har huvudborgen använts bland annat som spannmålsmagasin och förborgen som fängelse. På 1890-talet placerades Åbo stads historiska museum i förborgen och fängelset togs ur bruk. Vid bombningarna under andra världskriget 1941 skadades slottet, men efter att det helt hade reparerats öppnades det igen för allmänheten 1961.

## Former, drag och material
Dagens Åbo slott är murad av gråsten och kalksten. Ursprungligen bestod Åbo slott också av flera träbyggnader. De har dock med tiden ersatts med stenbyggnader på grund av att de förstörts av brand, belägringar med mera. Ett av de typiska dragen för Åbo slott är att fönstren inte är symmetriskt utplacerade, utan är fritt placerade och i alla former och storlekar. Flera av de bågformade fönstren har dekorerats med inhuggningar i svart. 
Samma former som man ser på murverket, portarna, trapporna och de mindre öppningarna påträffar man i stort drag i både åländska och gotländska kyrkor. Formernas förebilder finns också på ett ännu mera avlägset håll, nämligen stadsmuren kring Köln i Rhenlandet. Den bär på byggnadstraditioner från romartidens försvarsverk och är en förebild för alla som byggde stadsmurar och lägerkastell på 1200-talet. 
Från 1300-talets början kan man se en nyorientering söderut. Man anar mönstret från de fyrsidiga borgarna i Preussen, även om planen av Åbo slott av praktiska skäl blev mindre. Även de välvda utrymmena, bland annat Nunnekapellet och kungsmaket, visar drag från tysk arkitektur.

## Galleri

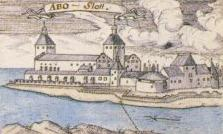
Åbo slott 1724
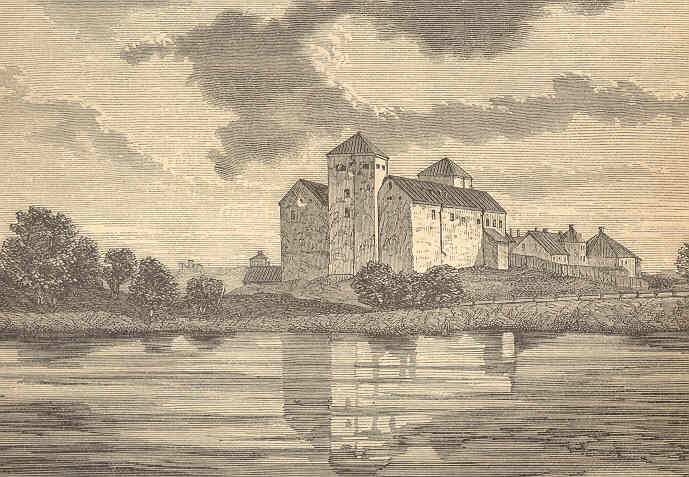
Åbo slott på 1880-talet
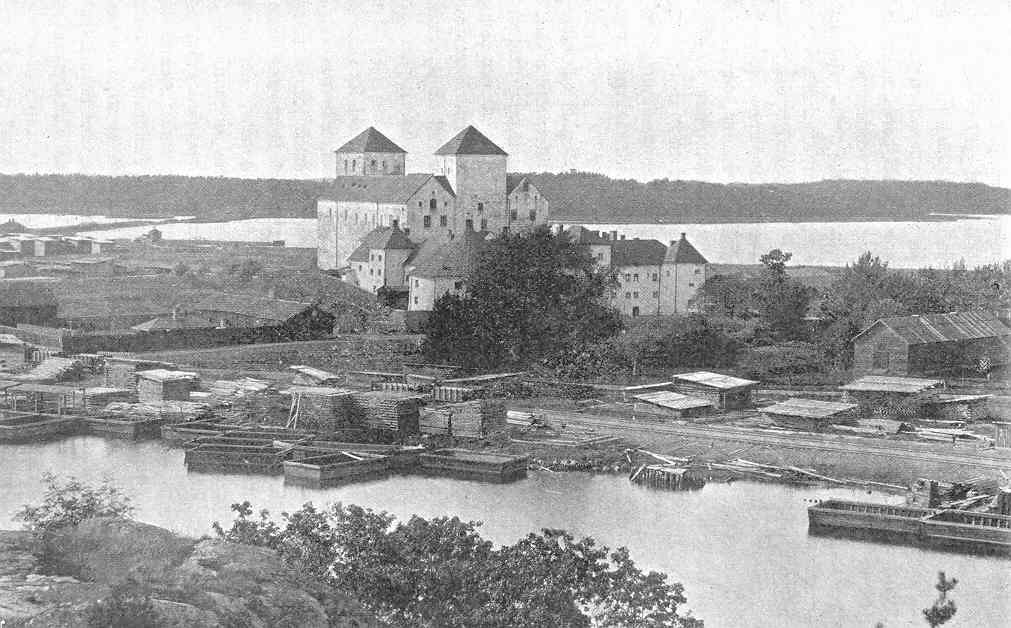
Slottet omkring 1900
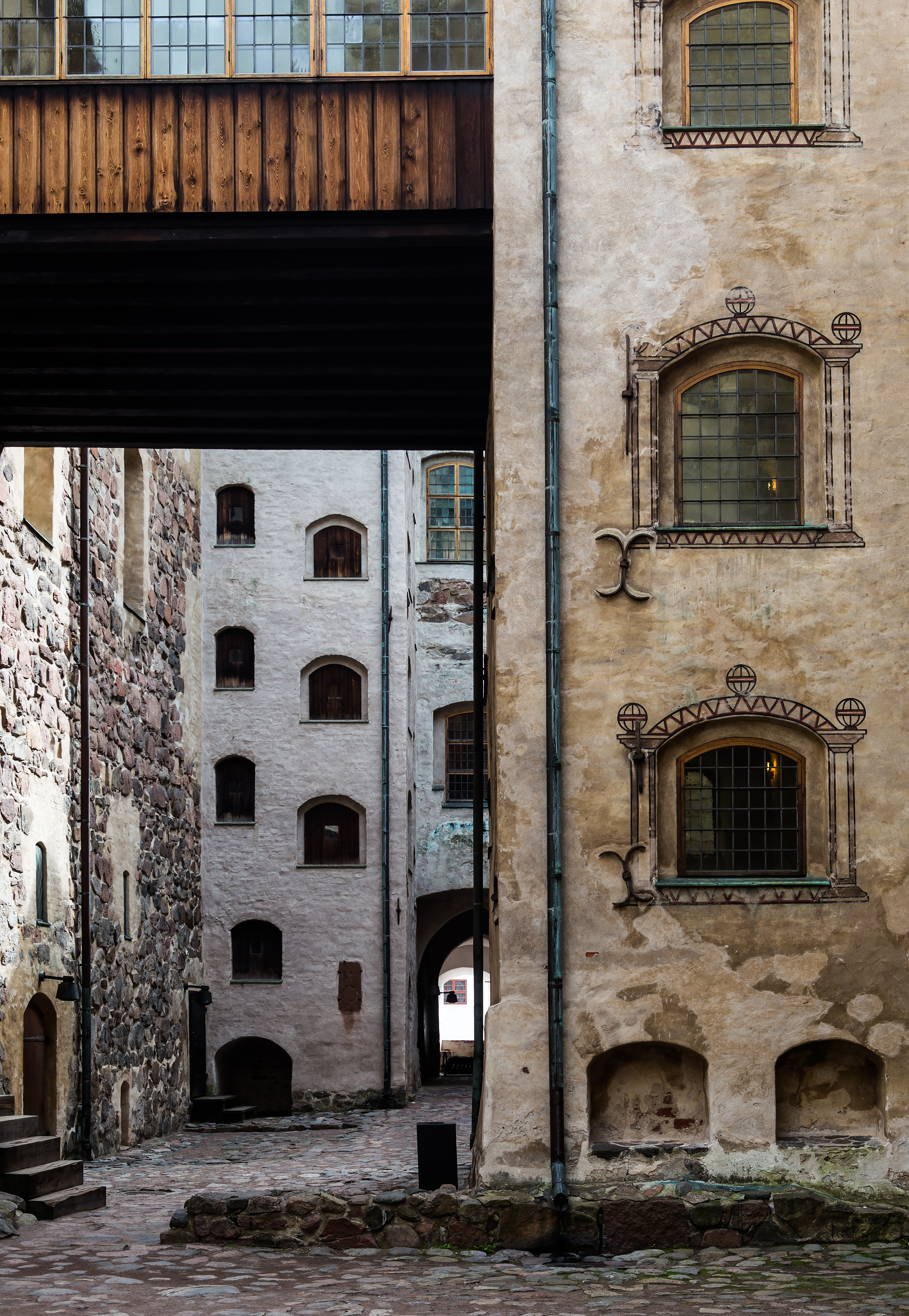
Inre gården
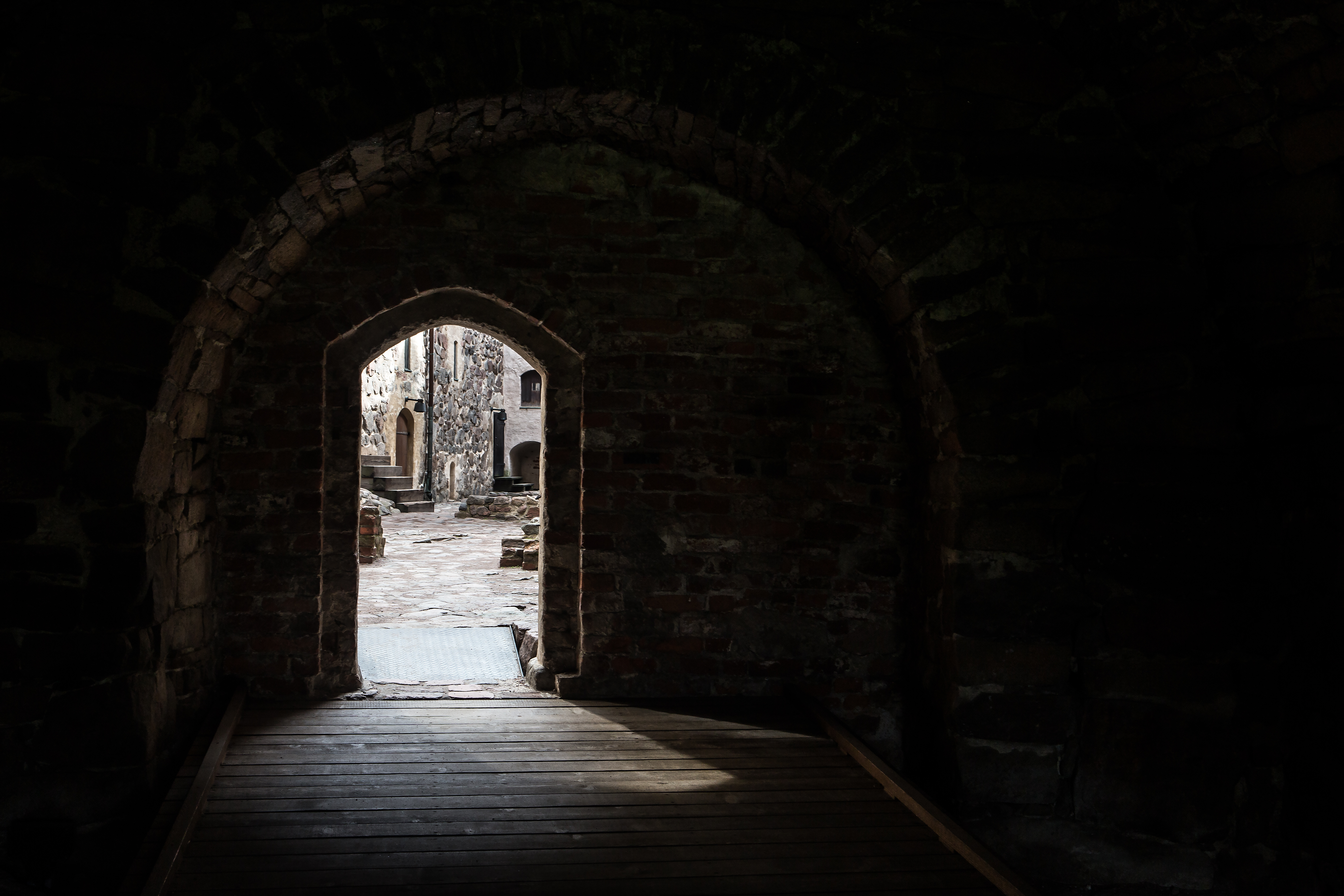
Port västerifrån mot inre gården
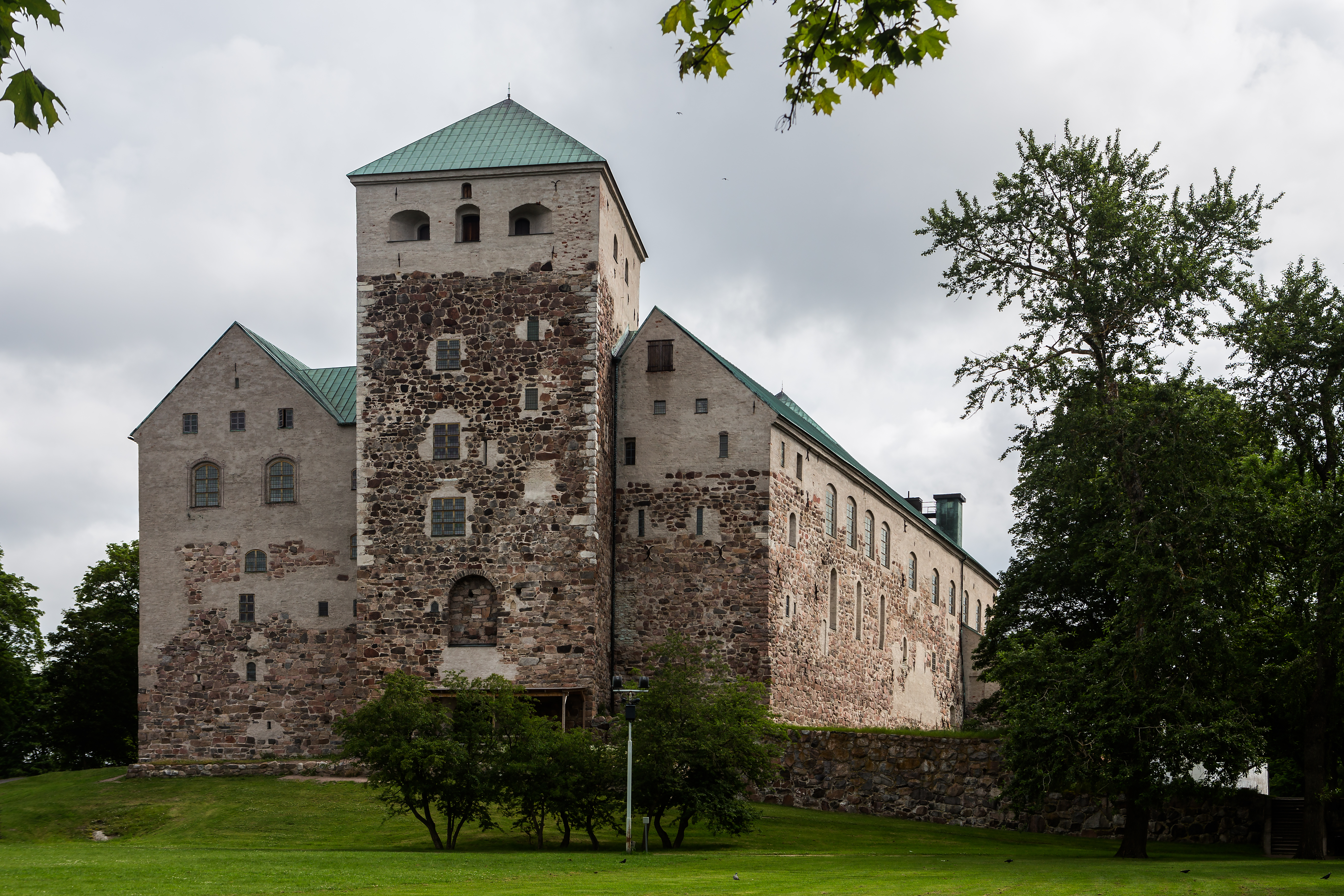
Slottets västra fasad